# 輪滑阻攔賽

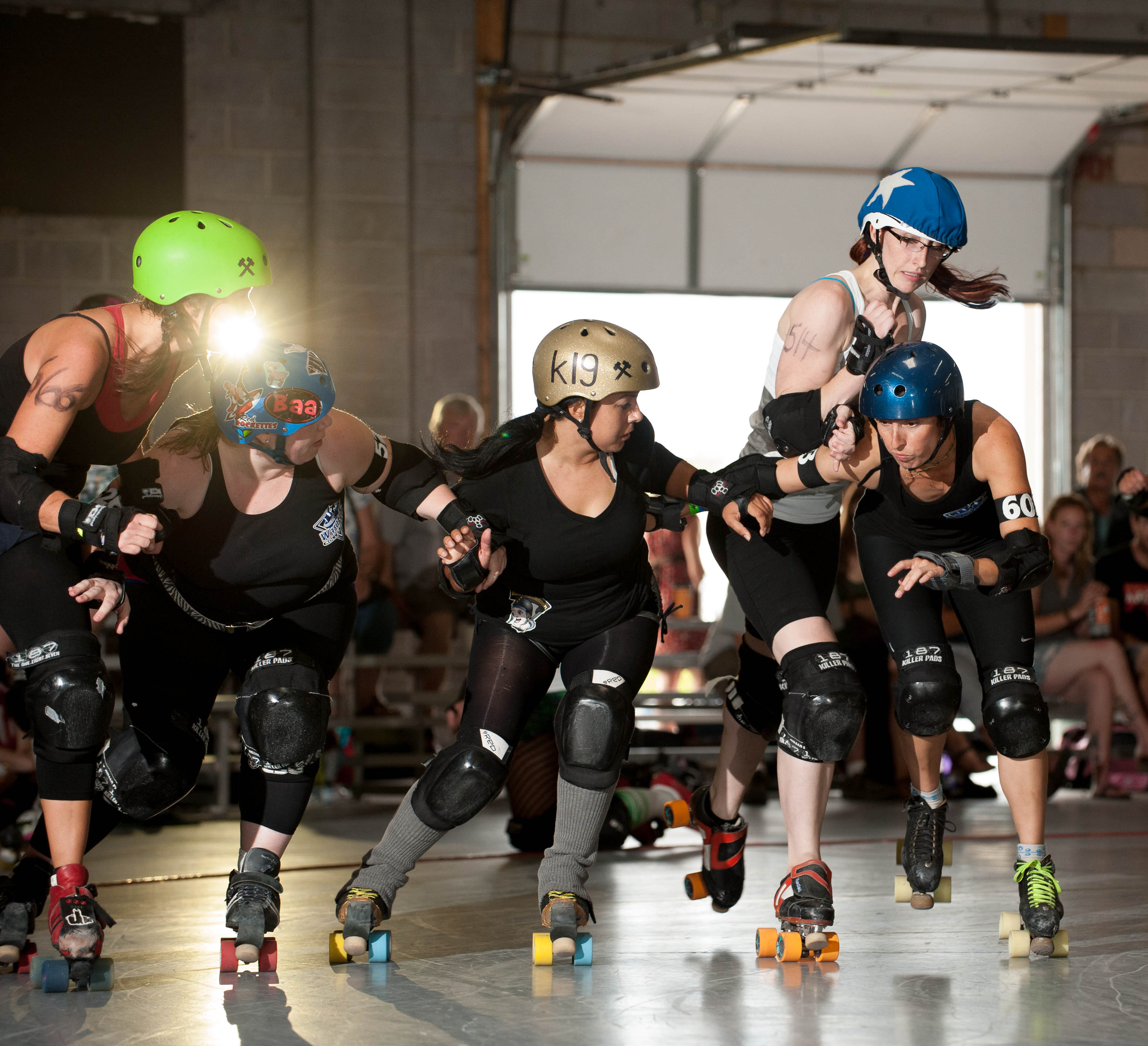
輪滑阻攔賽

輪滑阻攔賽又稱轮滑德比，是一项轮滑比賽，由两队各五名运动员在椭圆形赛道上进行比赛。 每支队伍通常有15名队员，每次比赛派出5名選手。 每队會專門派人用肘阻止对方队员前进。參賽者主要是女性。轮滑德比1935年起源于美国芝加哥。